# Stenus inornatus
Stenus inornatus är en skalbaggsart som beskrevs av Thomas Casey. Stenus inornatus ingår i släktet Stenus och familjen kortvingar. Inga underarter finns listade i Catalogue of Life.